# Евдонин, Александр Семёнович
Александр Семёнович Евдонин (1906—1987) — советский инженер-строитель, специалист по мостам. Лауреат Премии Совета Министров СССР.

## Биография
С 1939 года работал в Лентрансмостпроекте, в 1967—1981 главный специалист, затем начальник отдела больших мостов.
Во время войны возглавлял проектирование временного восстановления мостов, в том числе через Десну, Сож, Днепр. В 1944 г. награждён орденом Красной Звезды.
Автор проекта железнодорожного моста через Волгу у Свияжска.
Руководитель проектирования крупных мостовых переходов, среди них — 19 больших мостов БАМа, мостовые переходы через Северную Двину в Архангельске, Енисей в Красноярске.
Премия Совета Министров СССР — за участие в проектировании и строительстве железнодорожного моста через Амур у Комсомольска-на-Амуре.